# Az Érdekes Ujság Könyvei
Az Érdekes Ujság Könyvei egy magyar nyelvű szépirodalmi könyvsorozat volt az 1910-es években. A Légrády Testvérek gondozásában Budapesten 1916 és 1918 között megjelent kötetek a következők voltak:
- 1. Molnár Ferenc: Az aruvimi erdő titka. 1916. 227 l., 1 t.
- 2. Móricz Zsigmond: Nem élehetek muzsikaszó nélkül. 1917. 221, 2 l.
- 3. Színi Gyula: Hanna. 1917. 227 l.
- 4. Kálnoki Izidor: Az áldott lelkű Márk asszony. 1917. 216 l.
- 5. Zsoldos László: A kacsaorrú leány. 1917. 209 l.
- 6. Nagy Endre: Erdély fia. 1917. 214 l.
- 7. Berkes Imre: Bábel. 1917. 223 l.
- 8. Szép Ernő: Kenyér. 1917. 208, VI l.
- 9. Szomaházy István: Egy éjszaka Péterpusztán. 1917. 218 l.
- 10. Révész Béla: Genovéva arca. 1917. 223 l.
- 11. Vajda Ernő: A majomember és az embermajom. 1917. 215 l.
- 12. Szemere György: A drága forint. 1918. 223 l.